# Gruau (alimentation)
Pour les articles homonymes, voir Gruau.

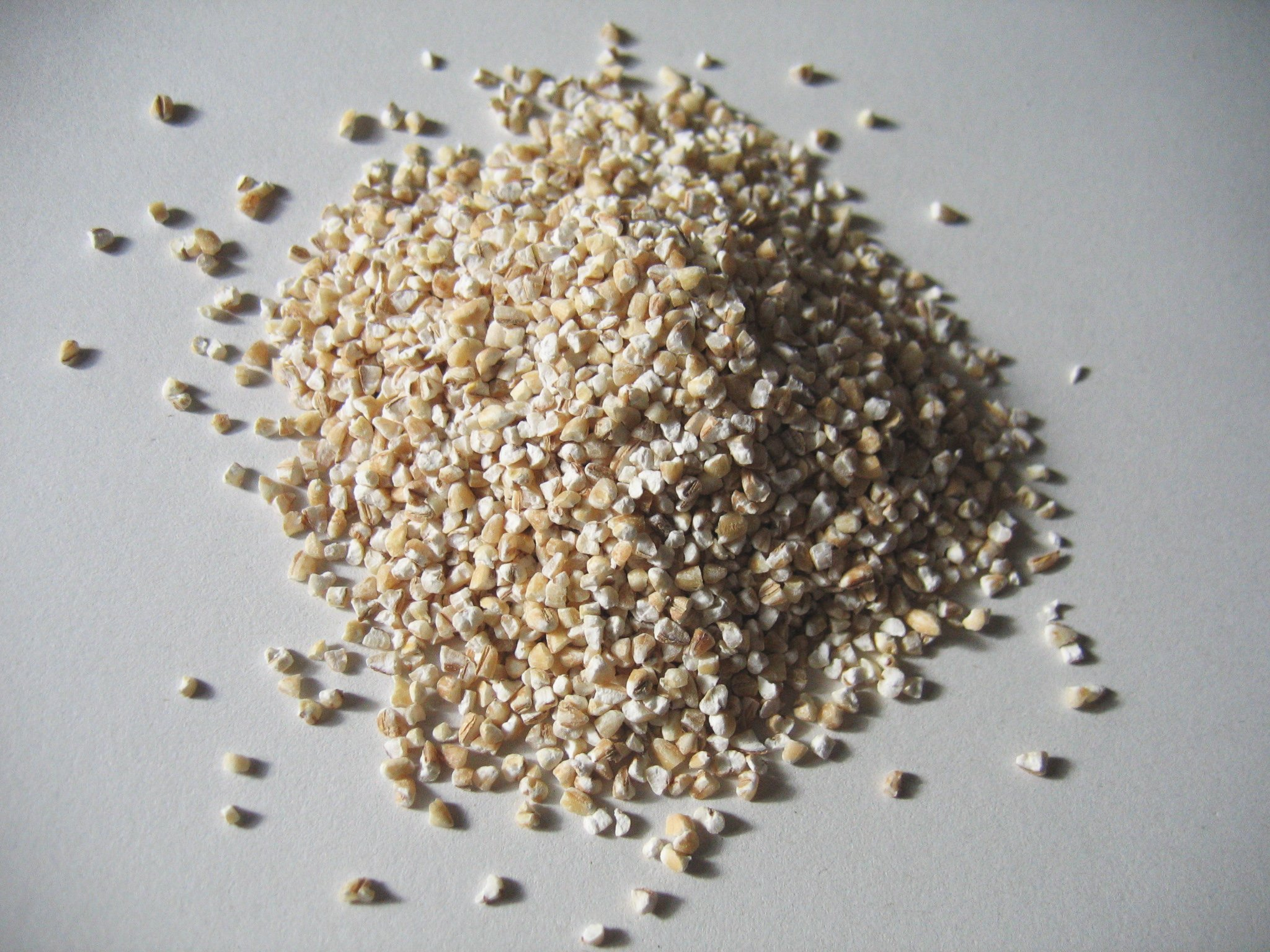
Gruau d'orge perlé.

Le gruau (du francique *grût, « grain grossièrement moulu ») est une préparation de grains de céréales dégermés, tels que l'avoine à gruau, le blé ou l'orge perlé, de riz, dépouillés de leur enveloppe corticale par une mouture incomplète. Lorsque ce gruau est cuit, il se transforme en moût, la gélatinisation de l'amidon le rendant ouvert aux attaques des enzymes.
Par extension, le terme désigne parfois une tisane ou une bouillie faite avec du gruau.
Au Canada, le gruau désigne essentiellement une céréale d'avoine bouillie et servie nature ou avec du lait, de la cassonade (vergeoise), du miel ou du sirop d'érable.
C'était, sous le nom de kacha, l'alimentation de base des paysans russes d'autrefois (généralement à base de sarrasin grillé, appelé aussi blé noir en France).

## Farine
La farine de gruau tirée du blé, qui existe en types 45 et 55, est plus riche en gluten (13 % contre 10 %) et est plus élastique que la farine ordinaire. On l'emploie par exemple pour la viennoiserie, la pâte à choux et la pâte à brioche.